# Маріо Фернандес
Маріо Фернандес (ісп. Mario Fernández, 26 січня 1922) — аргентинський футболіст, що грав на позиції нападника за декілька аргентинських та колумбійських клубних команд, а також національну збірну Аргентини, у складі якої — чемпіон Південної Америки 1947 року.

## Клубна кар'єра
У дорослому футболі дебютував 1942 року виступами за команду «Сан-Лоренсо», в якій провів три сезони. Згодом протягом двох років захищав кольори «Ньюеллс Олд Бойз», після чого на три сезони став гравцем «Індепендьєнте» (Авельянеда). 1948 року у складі останньої команди ставав переможцем чемпіонату Аргентини.
1950 року був запрошений до «Індепендьєнте» (Санта-Фе) із першості Колумбії, яка саме переживала наплив іноземних гравців, пов'язаний з високим рівнем платні у місцевих командах. За два роки, у 1952 став гравцем тодішнього лідера колумбійського футболу, команди «Мільйонаріос», за яку виступав до завершення кар'єри гравця у 1953, вигравши у її складі два титули чемпіона Колумбії.

## Виступи за збірну
1947 року був включений до заявки національної збірної Аргентини на тогорічний чемпіонат Південної Америки в Еквадорі, де аргентинці здобули свій дев'ятий титул найсильнішої збірної континенту. На турнірі Фернандес виходив на поле у трьох іграх та став автором одного гола, відкривши рахунок у матчі проти колумбійців, який Аргентина виграла 6:0.

## Титули і досягнення
- Переможець чемпіонату Південної Америки (1):

Аргентина: 1947
- Чемпіон Аргентини (1):

«Індепендьєнте» (Авельянеда): 1948
- Чемпіон Колумбії (2):

«Санта-Фе»: 1952, 1953